# Specklinia delicatula
Specklinia delicatula är en orkidéart som först beskrevs av John Lindley, och fick sitt nu gällande namn av Carlyle August Luer. Specklinia delicatula ingår i släktet Specklinia och familjen orkidéer.
Artens utbredningsområde är Jamaica. Inga underarter finns listade i Catalogue of Life.